# Berbérust-Lias
Berbérust-Lias è un comune francese di 54 abitanti situato nel dipartimento degli Alti Pirenei nella regione dell'Occitania.

## Società

### Evoluzione demografica
Abitanti censiti